# Анушаван Саакян
Анушаван Саакян (вірм. Անուշավան Սահակյան; нар. 23 січня 1972) — радянський і вірменський борець вільного стилю, чемпіон Європи.

## Біографія
Боротьбою займається з 1984 року. Тренувався в Єревані. Вихованець заслуженого тренера і заслуженого діяча фізичної культури Вірменії Юрія Арменаковича Бабаяна. Виступав за юніорську збірну СРСР. Став у її складі чемпіоном світу 1990 року. Після розпаду СРСР виступав за збірну Вірменії. Анушаван Саакян і Армен Мкртчян є першими європейськими чемпіонами з вільної боротьби незалежної Республіки Вірменія.

## Спортивні результати на міжнародних змаганнях

### Виступи на Чемпіонатах світу
| Змагання                        | Збірна   | Вагова категорія          | Місце |
| ------------------------------- | -------- | ------------------------- | ----- |
| Чемпіонат світу з боротьби 1993 | Вірменія | вільна боротьба, до 57 кг | 5     |
| Чемпіонат світу з боротьби 1994 | Вірменія | вільна боротьба, до 57 кг | 11    |

### Виступи на Чемпіонатах Європи
| Змагання                         | Збірна   | Вагова категорія          | Місце  |
| -------------------------------- | -------- | ------------------------- | ------ |
| Чемпіонат Європи з боротьби 1994 | Вірменія | вільна боротьба, до 57 кг | Золото |
| Чемпіонат Європи з боротьби 1995 | Вірменія | вільна боротьба, до 57 кг | 4      |
| Чемпіонат Європи з боротьби 1999 | Вірменія | вільна боротьба, до 58 кг | 7      |

### Виступи на змаганнях молодших вікових груп
| Змагання                                      | Збірна | Вагова категорія          | Місце  |
| --------------------------------------------- | ------ | ------------------------- | ------ |
| Чемпіонат світу з боротьби серед юніорів 1990 | СРСР   | вільна боротьба, до 54 кг | Золото |